# Erzbistum Malabo

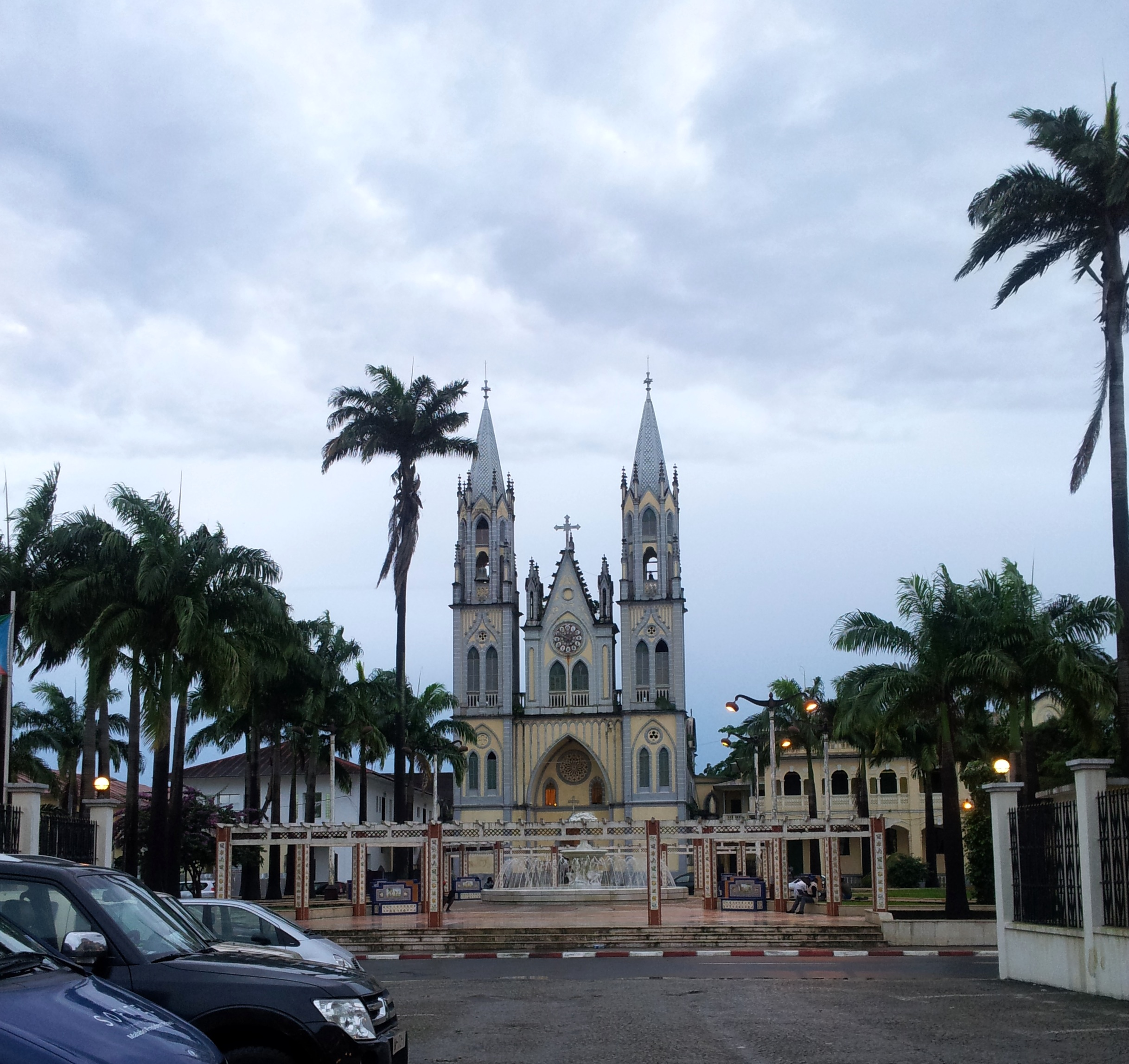
Kathedrale Santa Isabel in Malabo

Das Erzbistum Malabo (lat.: Archidioecesis Malaboensis) ist eine in Äquatorialguinea gelegene römisch-katholische Erzdiözese mit Sitz in Malabo. 
Es umfasst die äquatorialguineische Insel Bioko. Die Kirchenprovinz Malabo erstreckt sich mit den Suffraganbistümern Bata, Ebebiyin, Evinayong und Mongomo über ganz Äquatorialguinea.

## Geschichte
Am 10. Oktober 1855 wurde das Apostolische Vikariat von Annobón, Corisco und Fernando Poo Islands gegründet, zu dem auch die heutigen Gebiete Äquatorialguineas zählten.
Am 12. Mai 1904 wurde es in das Apostolische Vikariat von Fernando Poo umbenannt und bestand bis zum 3. Mai 1966, als es unter dem Namen Santa Isabel zur Diözese erhoben wurde.
Ab 14. April 1974 trug das Bistum den Namen Malabo und wurde am 15. Oktober 1982 zum Erzbistum erhoben.

## Bischöfe

### Apostolische Vikare von Fernando Poo (1904–1966)
- Armengol Coll y Armengol CMF (10. Mai 1904–21. April 1918)
- Nicolás González y Pérez CMF (24. August 1918–23. März 1935)
- Leoncio Fernández Galilea CMF (18. Juni 1935–15. Februar 1957)
- Francisco Gómez Marijuán CMF (14. November 1957–9. Mai 1974)

### Bischöfe von Santa Isabel/Malabo (1966–1974)
- Francisco Gómez Marijuán CMF (14. November 1957–9. Mai 1974)
- Vicente Bernikon (9. Mai 1974–14. September 1976)

### Erzbischöfe von Malabo (ab 1982)
- Rafael María Nze Abuy CMF (21. Oktober 1982–7. Juli 1991)
- Ildefonso Obama Obono (9. Juli 1991–11. Februar 2015)
- Juan Nsue Edjang Mayé (seit 11. Februar 2015)

## Kathedrale
Bischofskirche ist die Kathedrale Santa Isabel (erbaut 1897–1916) in Malabo.
Die während der Kolonialzeit im spanisch-gotischen Stil errichtete Kathedrale ist von Luis Segarra Llairadó entworfen worden.